# Абу Салим аль-Айяши
Абу Салим Абдуллах ибн Мухаммад ибн Абу Бакр аль-Айяши (араб. أبو سالم العياشي‎; 1628—1679) — марроканский путешественник, писатель, исламский богослов, автор путевых заметок.

## Биография
По происхождению бербер из племени айт айяш (Средний Атлас). Отец его был шейхом суфийской завии. Жил и учился в городе Фес у Абдул-Кадира Аль-Фасси, вступил в суфийский орден Насирийя в Тамегруте. Три раза путешествовал в Хиджаз (в 1649, 1653 и 1661 гг.), надолго оставался в Мекке, Медине, Иерусалиме и Каире.

## Творчество
Наиболее известен по путевым заметкам «Вода трапез» (араб. ماء الموائد‎), изданным в двух томах в 1898 году: содержат данные по географии, религии, сведения о различных мистиках, хадисоведах, святых, дервишах и учёных.